# Stanisław Gola

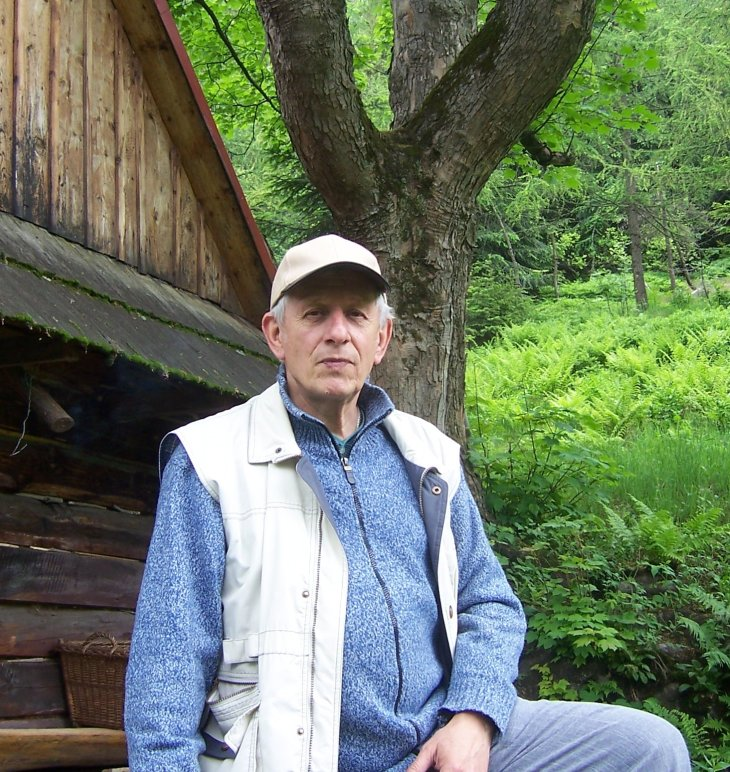
Stanisław Gola

Stanisław Gola (ur. 19 kwietnia 1942 w Bielsku-Białej, zm. 30 lipca 2010 w Wilkowicach) – polski poeta, prozaik i publicysta. 

## Życiorys
Urodził się 19 kwietnia 1942 roku w Bielsku-Białej, w rodzinie Romana, mechanika samochodowego, i Marii z Kruczków. Od urodzenia mieszkał w Cygańskim Lesie. W rodzinnym mieście uczęszczał do szkół i zdał egzamin maturalny w Technikum Mechaniczno-Elektrycznym. W 1967 roku ukończył filologię polską na Uniwersytecie Jagiellońskim.
W 1958 roku był założycielem grupy poetyckiej „Skarabeusz”. Debiutował w 1961 roku opowiadaniem pt. Cygan na łamach tygodnika „Kronika Beskidzka”. Wiersze, prozę oraz recenzje i artykuły publikował m.in. w: „Tygodniku Kulturalnym” (1964–1972), „Kronice Beskidzkiej” (1969–1975), „Kalendarzu Beskidzkim” (1969–1985), „Poglądach” (1973–1982), „Kronice” (1978–1982), „Podbeskidziu” (1982–1987), „Katoliku” (1983–1985), „Tak i nie Śląsk” (1983–1988), „Piśmie Literacko–Artystycznym” (1988) i „Poezji” (1988). Pod koniec życia prowadził blog w internecie.
Był członkiem Stowarzyszenia Autorów Polskich, od 1977 roku członkiem Związku Literatów Polskich. Członek założyciel Górnośląskiego Towarzystwa Literackiego w Katowicach. Od 1985 roku był członkiem Stronnictwa Demokratycznego oraz członkiem Rady Wydawniczej Beskidzkiej Oficyny Wydawniczej. Od 1987 roku pełnił funkcję wiceprezesa Towarzystwa Miłośników Ziemi Beskidzkiej, a w latach 1988–1989 - radnego Miejskiej Rady Narodowej w Bielsku-Białej oraz członka Wojewódzkiej Rady Kultury. W 1998 roku został prezesem Oddziału Katowickiego ZLP.
Zmarł 30 lipca 2010 roku w Szpitalu Kolejowym w Wilkowicach, pochowany na cmentarzu parafialnym w podbielskiej Bystrej (sektor IV-9-3).

## Twórczość

### Wiersze
- Aż po rękojeść. Kraków: Wydawnictwo Literackie 1974.
- Inny dom, inna Salome. Kraków: Wydawnictwo Literackie 1976.
- Skrzyżowania. Katowice: Wydawnictwo „Śląsk” 1977.
- Południe z Ikarem. Kraków: Wydawnictwo Literackie 1978.
- Biblia lasu. Katowice: Wydawnictwo „Śląsk” 1979.
- Sen nocy leśnej. Bielsko-Biała: Beskidzkie Towarzystwo Społeczno-Kulturalne 1981.
- Ikony lasu cygańskiego. Wiersze. Katowice: Wydawnictwo „Śląsk” 1982.
- Pieśń zielonego poczęcia. Rapsodia beskidzka. Bielsko-Biała: Beskidzkie Towarzystwo Społeczno-Kulturalne 1982
- Sezon Hamleta. Kraków: Wydawnictwo Literackie 1982.
- Dzień z jawnogrzesznicą. Katowice: Wydawnictwo „Śląsk” 1984.
- Koliba. Sztychy beskidzkie. Bielsko-Biała: Beskidzka Oficyna Wydawnicza 1984.
- Spowiadanie don Juana. Wybór wierszy. Katowice: Wydawnictwo „Śląsk” 1987.
- Azyl betlejemski. Warszawa: Epoka 1988.
- Podniesienie z piołunu. Bielsko-Biała: Beskidzka Oficyna Wydawnicza 1989.
- Monolog niebieskiego ptaka. Katowice: Księgarnia św. Jacka 1990.
- Pegazki. Bielsko-Biała: Stowarzyszenie Autorów Polskich 1992.
- Migawy. Bielsko-Biała: Stowarzyszenie Autorów Polskich 1994.
- Po-twarz. Wybór wierszy 1960–1995. Bielsko-Biała: Stowarzyszenie Autorów Polskich 1995.

### Opowiadania
- Te głupie psy, ten nagły deszcz. Katowice: Wydawnictwo „Śląsk” 1976.
- Ta cudowna czarodziejka. Bielsko-Biała: Stowarzyszenie Autorów Polskich 1996.

### Eseje
- Popielcowe Anioły. Katowice: Górnośląskie Towarzystwo Literackie 1992.

### Felietony i reportaże
- Mister of Poland. Bielsko-Biała: Beskidzka Seria Literacka 1993.
- Kalendarium niepokoju. Zbiór reportaży bałkańskich. Katowice: Śląski Fundusz Literacki 1996.

## Nagrody i odznaczenia
- I nagroda w Warszawskiej Jesieni Poetyckiej (1973)[4]
- Nagroda Główna na Ogólnopolskim Konkursie Poetyckim o Laur Czerwonej Róży (1973)
- Odznaka „Za zasługi dla Województwa Bielskiego” (1979)
- Nagroda im. Gustawa Morcinka Wydawnictwa Epoka (1985)
- Nagroda Wojewody Bielskiego za twórczość literacką (1988)
- Nagroda im. Józefa I. Kraszewskiego, przyznana przez Pałac Kraszewskiego w Białej Podlaskiej (1990)
- Nagroda Prezydenta Bielska-Białej „Ikar” za całokształt twórczości (2000)
- Odznaka Honorowa „Za zasługi dla Województwa Śląskiego”[5]

Źródło:.